# Basilique de Lorette
La basilique de la Sainte Maison, est un édifice religieux situé dans la commune italienne de Lorette.
La basilique est construite autour de la relique de la Sainte Maison rapportée de Nazareth en 1294.

## Situation de la basilique
La basilique de la Sainte Maison se situe à 25 kilomètres au sud de la ville d'Ancône,
Ses dimensions sont : 93 mètres de long, 60 mètres de large et 75,6 mètres à son sommet le plus haut.
Les travaux ont été entrepris en 1468 et se sont terminés en 1587.

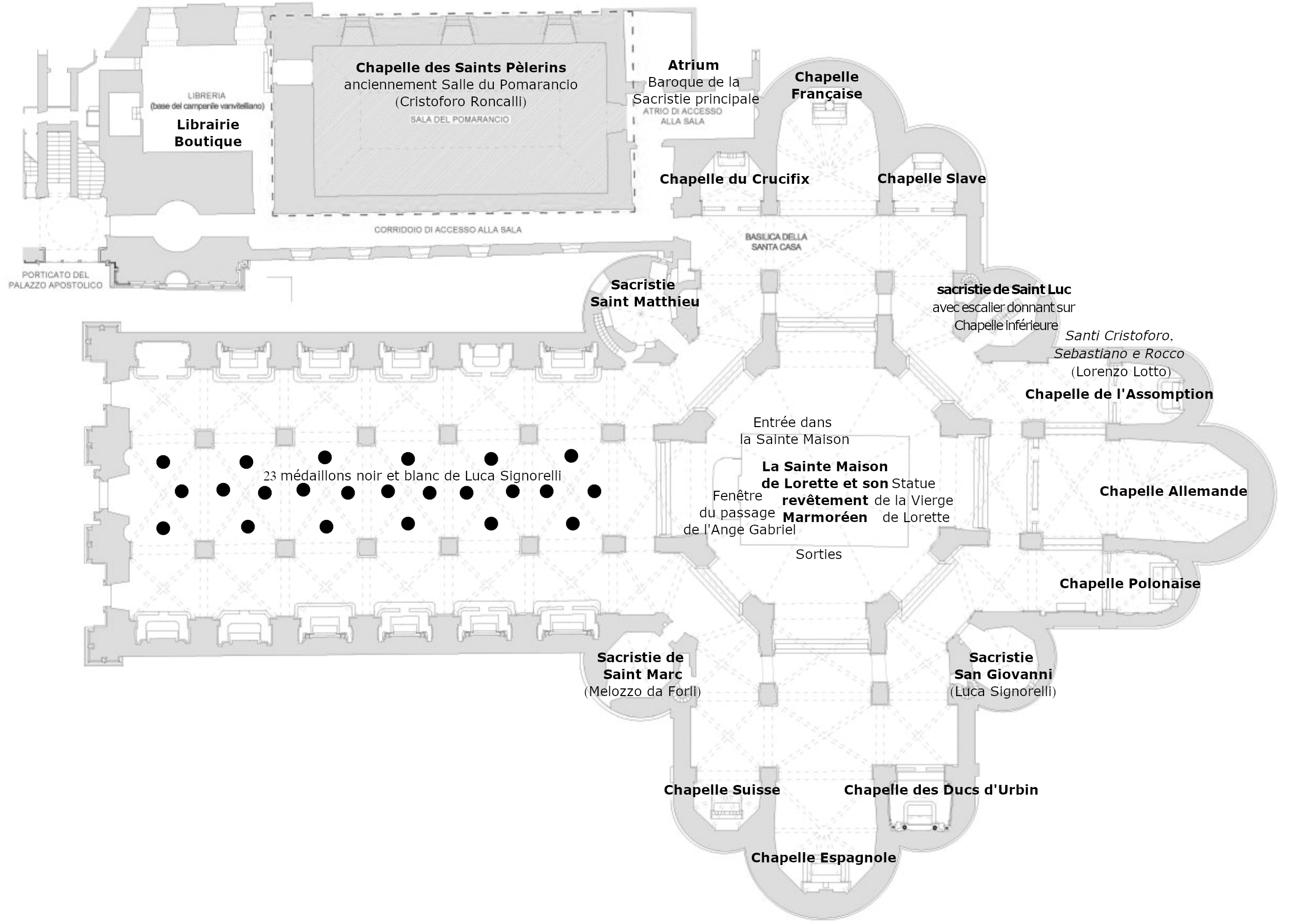
Plan de la basilique de Lorette.

## Chronologie de la Construction

### Début de la construction sous Paul II
En 1468, Nicolò dall’Aste de Forli, évêque du diocèse de Recanati, lance la construction d'une église dans le but de protéger la relique de la Sainte Maison et gérer l'afflux des pèlerins toujours plus nombreux.
En 1469, le pape Paul II, décide de poursuivre les travaux.
Des architectes de cette période, on retient les noms de maestro Tommaso, Andrea Bacci da Milano, Giorgio Orsini da Sebenico (architecte de la Loggia dei Mercanti d'Ancône).

### Travaux de Sixte IV et Marino di Marco Cedrino
Le pape Sixte IV fait poursuivre les travaux de l’église et confirmant son titre d'Alma Domus.

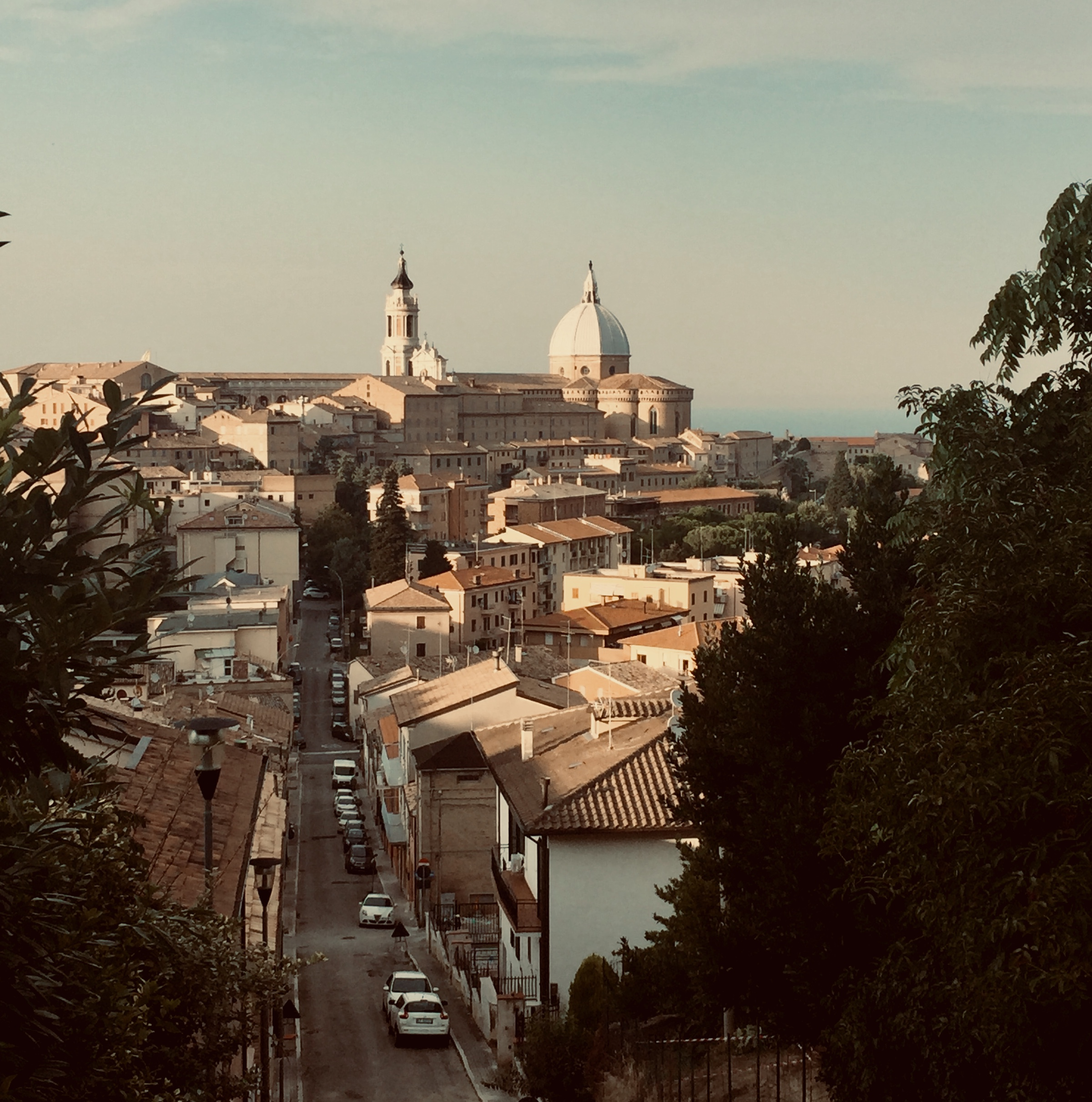
La basilique vue depuis la rue Giuliano da Sangallo.

Le 3 octobre 1471, l’architecte et sculpteur Marino di Marco Cedrino est chargé de la poursuite de la construction des principaux murs et piliers de l'abside à partir du bras sud du transept. Il collabore à la construction du sanctuaire jusqu'en 1476 ou 1477, où il semble avoir réalisé la porte principale en marbre quand la façade de la basilique était encore toute de briques apparentes.
Les quatre sacristies des évangiles du transept, correspondant aux tours de l’ancienne forteresse protégeant la relique de la sainte Maison avant la construction de la basilique ont dû être construite durant ces mêmes années.

### Innocent VIII, Francesco di Giorgio Martini et Baccio Pontelli
En 1478, l'architecte Francesco di Giorgio Martini poursuit la construction de la basilique.
À partir de 1480, le rayonnement du sanctuaire attire un nombre croissant d'habitants et de travailleurs. Un hôpital est alors construit pour les pèlerins venus de toute l’Europe.
Entre 1480 et 1487, Giuliano da Maiano entreprend le Cammino di Ronda (chemin de ronde au-dessus des murs de la basilique), travaux poursuivis par Baccio Pontelli entre 1487 et 1492.
En 1487, l'architecte Baccio Pontelli est nommé par le pape Innocent VIII, surintendant aux fortifications pontificales des Marches. Il réalise la prouesse d’ajouter au sommet de la basilique un chemin de ronde sur corbeaux. Il est lui également attribuées les hautes fenêtres gothiques des absides en pierre blanche du Mont Conero et ainsi que la rosace de l’ancienne façade.

### Alexandre VI et Giuliano da Sangallo
En 1498, l'architecte Giuliano da Sangallo reçoit l’attribution de la couverture du transept. Cette dernière est réalisée en seulement neuf mois. Entre septembre 1499 et mai 1500.

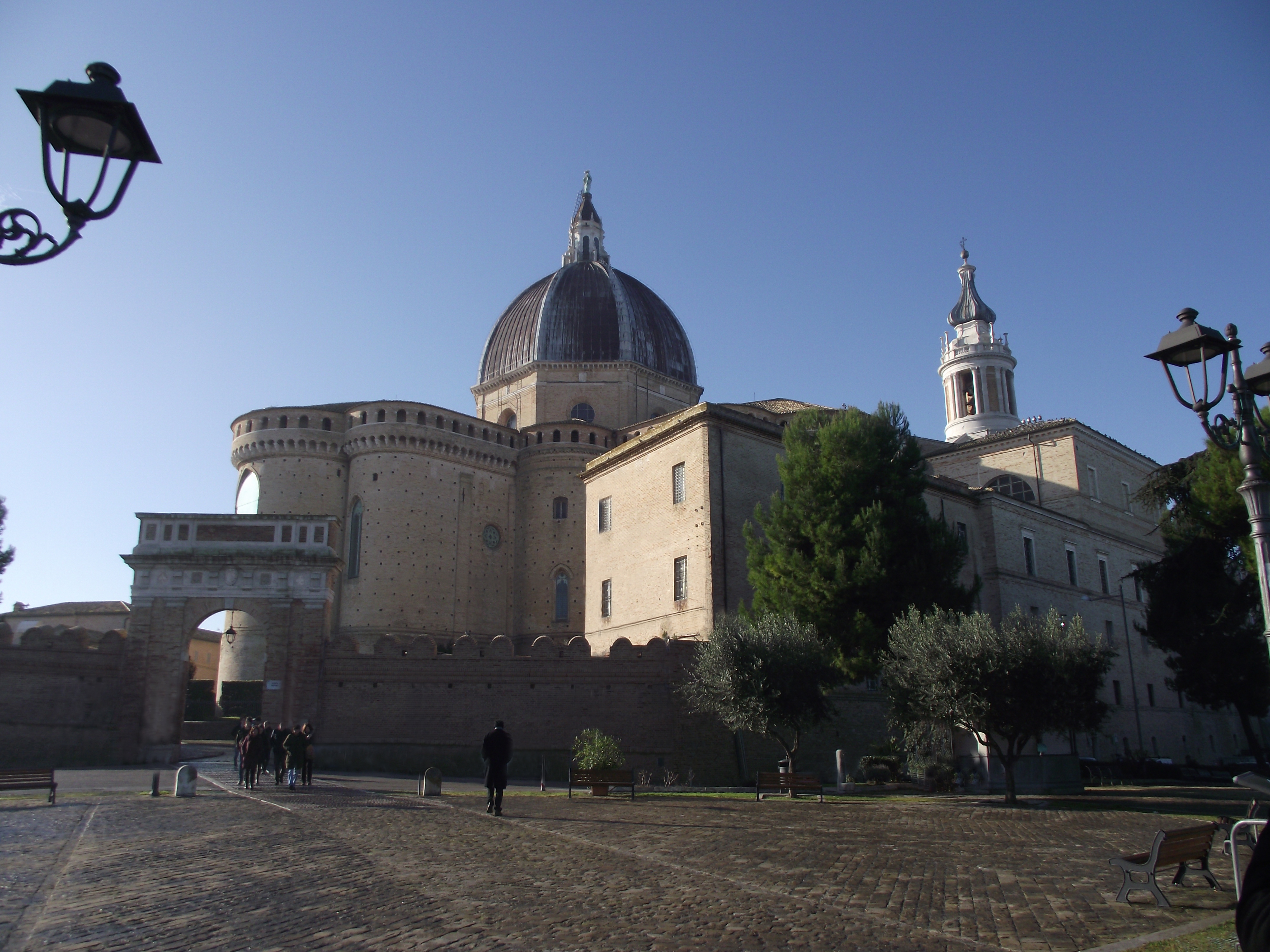
Chevet et dôme de la basilique.

Giuliano da Sangallo réalise alors la troisième plus grande coupole du monde occidentale de l’époque en s’inspirant des innovations de Filippo Brunelleschi pour Santa Maria del Fiore à Florence.
Toutefois en 1501, la coupole devra être renforcée. Cela sera effectué par Francesco di Giorgio Martini. Cependant, l’intervention s’avère insuffisante. Aussi, un nouveau renforcement est réalisé en 1509 par l'architecte marchisan Donato Bramante.

### Jules II et Bramante
Entre 1507 et 1509, l'architecte Donato Bramante travaille sur la basilique.
L'intervention de l’artiste Urbinate se révèle, elle aussi, insuffisante puisque Clément VII fera appel à Antonio da Sangallo le Jeune en 1526 afin d'intervenir sur les arches supportant la coupole de Giuliano da Sangallo.
Bramante réalise par ailleurs les dessins de la façade, de la place et du palais apostolique.
Il y réalise le dessin de la façade de laquelle nous est parvenue une trace au travers d’une médaille commémorative datant de Jules II.
Elle était surmontée d’un tympan au-dessus duquel était posée une statue de la Vierge, et percée d’une fenêtre ronde en son centre.

### Léon X, Antonio da Sangallo le jeune et Andrea Sansovino
Andrea Sansovino travaille à la basilique depuis 1513 quand il est déclaré, en 1517 : architetto della Fabrica et assisté de Domenico Aimo da Bologna et Lucio Bandinelli.
Mais très vite, son travail d’architecte est interrompu par un avis négatif d'Antonio da Sangallo le jeune, à la suite de quoi Andrea Sansovino se consacrera entièrement au revêtement marmoréen de la sainte Maison.
Le 5 juin 1518, le sultan musulman Selim Ier, attaque la commune italienne de Porto Recanati. Le pape Léon X décide alors la reconstruction complète des remparts autour du sanctuaire.
De 1518 à 1522, trois architectes y travaillent : les remparts sont conçus par Antonio da Sangallo le Jeune, réalisés par Cristoforo Resse da Imola qui, dès 1518, avait commencé à construire le mur d'enceinte avec deux bastions à merlons arqués aux extrémités, et Andrea Sansovino.

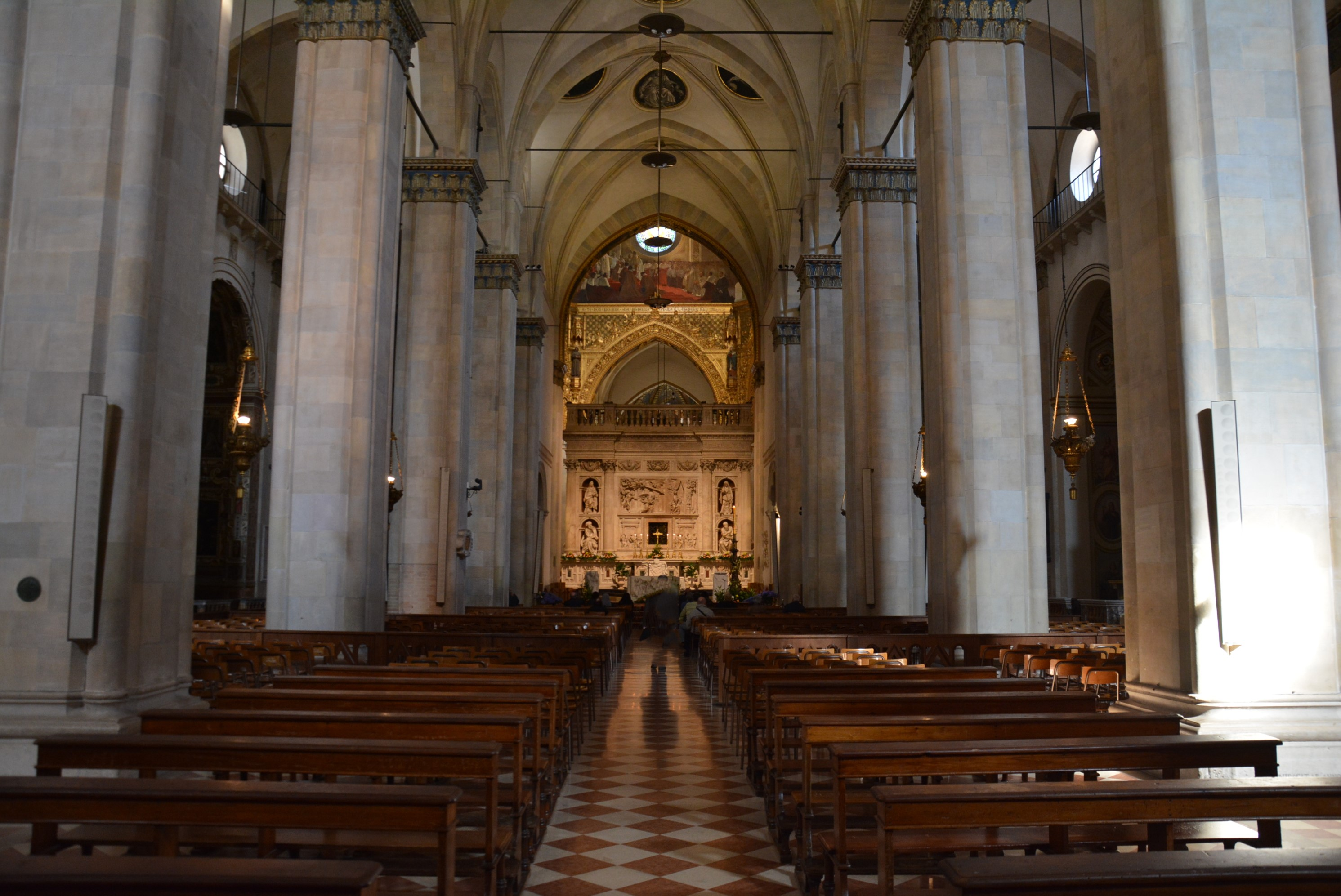
Intérieur de la basilique.

### Clément VII
En 1526, Clément VII envoie Antonio da Sangallo le jeune pour poursuivre le projet de Bramante (qu’il continue non sans en apporter des modifications).
Il travaille sur l'emplacement de l'Atrium, pose un revêtement en plomb autour de la coupole et consolide l’ensemble de la basilique dont les arcs supportant la coupole sont trouvés en mauvais état, ainsi que les fondations de la basilique ; trop peu profondes et reposant sur un terrain trop meuble.
Antonio da Sangallo le jeune transforme une partie de l’intérieur de l’église de style gothique en style gréco-romain. Avec l’aide de son frère, Baptiste da Sangallo, il épaissit les piliers de la Tribune et renforce les fondations sur tout le pourtour de la basilique, n’achevant le travail qu’en 1530.
Elle est désormais un compromis entre remémoration du passé antique, exigences de la pratique cultuelle, des contraintes défensives face à une réalité géopolitique musulmane menaçante et une volonté de préserver un cadre de vie où il fait bon vivre.
En septembre 1555 Giovanni Boccalini est nommé nouvel architecte de l'édifice, mais son action est limitée. La construction commencée en 1468, est désormais achevée sauf dans la façade extérieure, pour laquelle Bramante en 1509 avait esquissé un projet vaste et solennel. L’année suivante, Bramante lui-même avait fait exécuter le modèle en bois du palais apostolique destiné à ceindre sur trois côtés la vaste place devant le temple, mais le projet de Bramante fut modifié en 1517 par Antonio da Sangallo, Celui-ci prévint un double ordre d’arcades et de loggias sur trois côtés de la place, avec de fortes tours carrées, angulaires, et dessina les petites portes avec des fenêtres flanquées sous un seul tympan, qui furent fidèlement exécutées sous le portique inférieur. Mais les travaux avancent avec une extrême lenteur, de sorte qu’en 1556, on n’était pas allé au-delà du onzième pilier du côté nord. Le B. donna une impulsion à cette usine, mais sans rien changer au projet du Sangallo : plus fidèle exécutant, donc, que concepteur. Il compléta le côté, érigea la galerie supérieure avec les piliers ioniques, les balustrades solennelles sur les marches, les fenêtres sobres (mais seulement les trois premières portent sur le fronton le nom du Pieux, qui mourut en 1564, tandis que les suivantes, qui les calquent, sont postérieures à 1587), les portails solennels inspirés d’un goût maniériste pas encore transmutant dans le pur caprice (deux feuilles avec des études sont conservées au
La façade du Sanctuaire est commencée en 1571, par l'architecte Giovanni Boccalini da Carpi et terminée par l'architecte G. B. Ghioldi en 1587.
En 1587, avec l’ajout de la façade, l’édifice est considéré comme terminé.

## Fresques principales
Entre 1470 et 1480, Luca Signorelli peint avec l’aide de Girolamo Genga la Sacristie della Cura.
Entre 1477 et 1479, Melozzo de Forlì réalise dans la sacristie de San Marco, le premier sottinsù en lévitation et la toute première coupole peinte en perspective de l’histoire de l'art.
En 1604, le concours pour la décoration de la Salle du Trésor, est remporté par Pomarancio. Mais, la salle a été entièrement décorée en 1610, puis le Pomarancio a essayé avec les fresques de la coupole, presque complètement perdus. Presque en même temps Francesco Selva décorait avec des stucs l’Atrium de la Sacristie et Tiburzio Vergelli réalisait, entre 1600 et 1607, le majestueux baptistère que l’on peut encore admirer aujourd’hui dans la première chapelle de gauche de la basilique. Comme achèvement des travaux, entre 1604 et 1614, Carlo Maderno avec l’aide de son oncle Giovanni Fontana réalisait la fontaine qui orne encore aujourd’hui la place du Sanctuaire.

## La façade

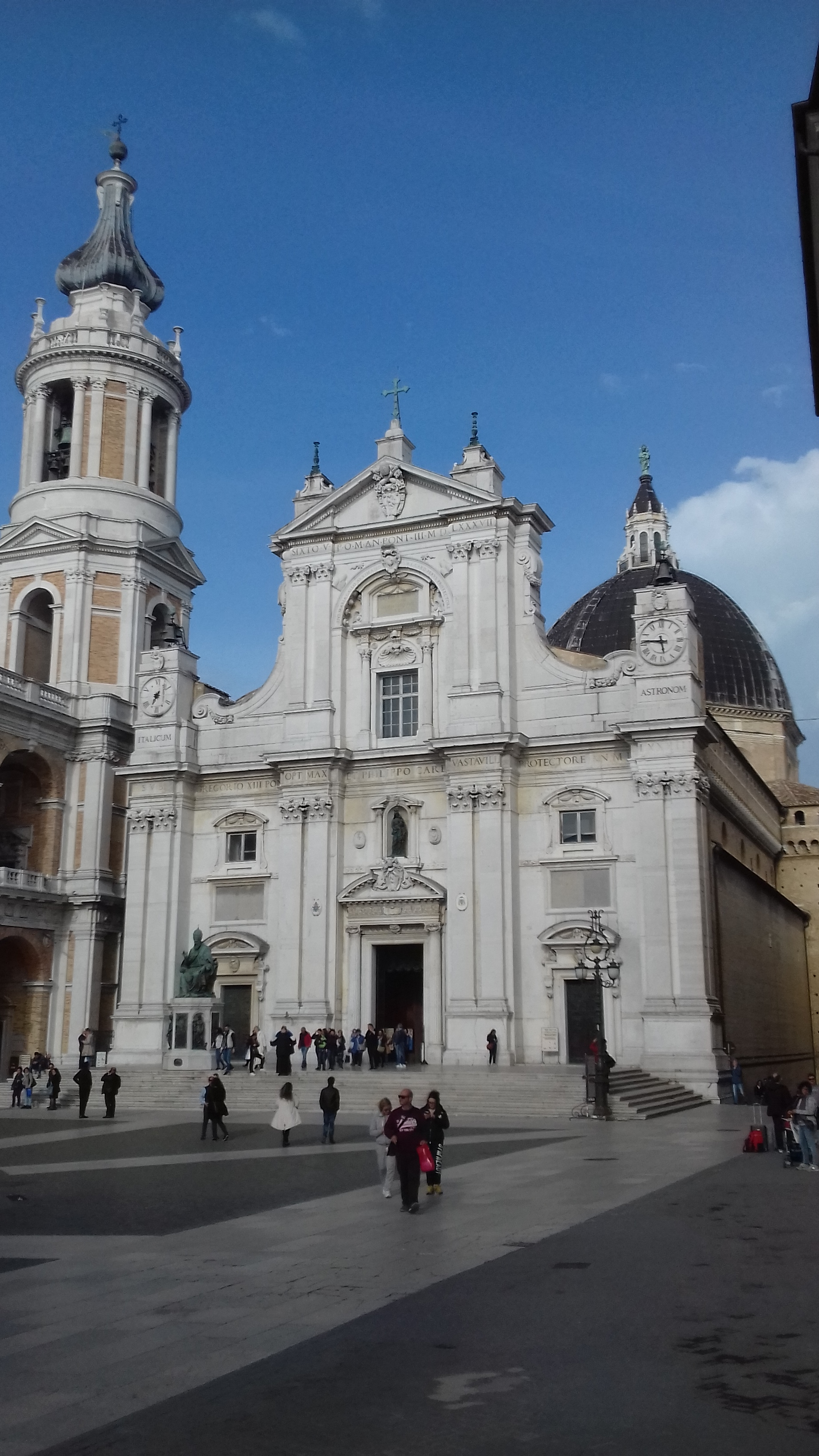
Façade de la basilique.

Un projet est commandé à l’architecte Donato Bramante, qui se trouve à Lorette entre 1507 et 1509 ;
Le Codex de Lille contient un dessin de Bastiano da Sangallo antérieur à 1533 où la façade de la basilique de Lorette est projetée sur trois niveaux :
- le premier, celui de la porte centrale et des portes latérales ;
- le deuxième, celui des trois bas-reliefs de la translation de la Sainte Maison ;
- et le troisième celui du fronton triangulaire sur le carré de base à la fenêtre circulaire.

Le dessin original fut remanié dans le style de la fin de la Renaissance par Giovanni Boccalini, qui commença en 1571 la partie inférieure jusqu’à la corniche.
Il fut ensuite poursuivi par Giovan Battista Chioldi et terminé en 1587 par Lattanzio Ventura par la volonté du Pape Sixte V, dont le nom est gravé le long du rebord supérieur.
Elle se présente en pierre blanche d’Istrie, divisée verticalement en trois parties par quatre paires de piliers, pour suggérer les trois nefs intérieures.

## La coupole
En 1499, Giuliano da Maiano et Benedetto da Maiano construisent le tambour octogonal de la coupole. Giuliano di Francesco da Sangallo y ajoute la calotte et en achève solennellement la construction le 23 mai 1500.

La coupole, d’un diamètre de 22 mètres, est à la date de son achèvement, la deuxième plus grande réalisée à l’époque de la Renaissance, (après celle de Santa Maria Del Fiore de Florence et la quatrième de l’époque après le Panthéon de Rome et la Sainte-Sophie à Constantinople.

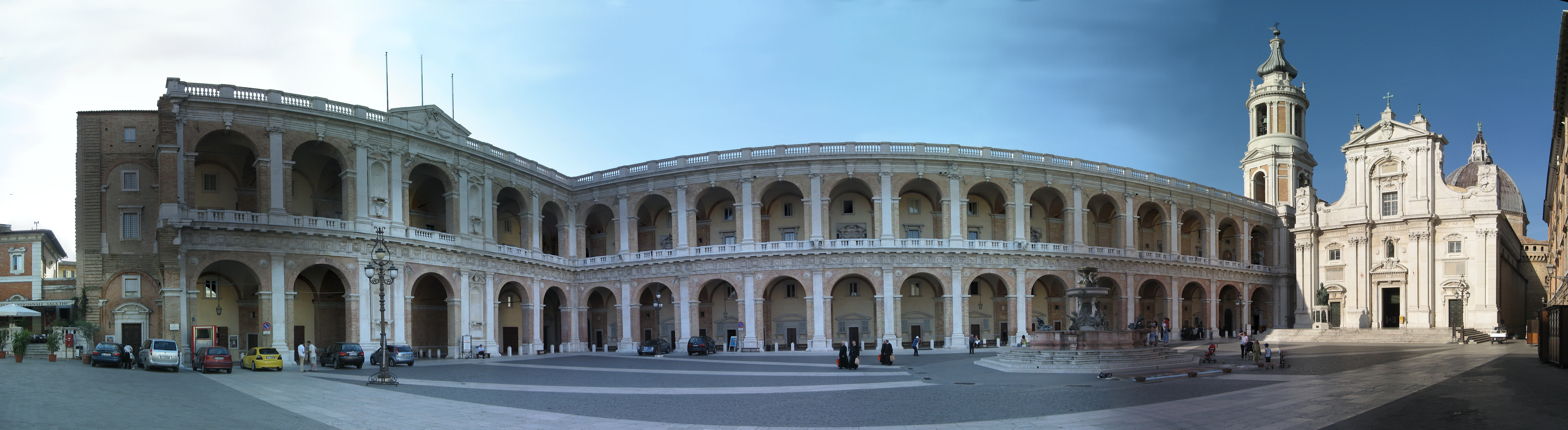
Vision panoramique de la place de la Madone.

## Le palais apostolique
Commencé en 1507, l’édification du palais apostolique de Lorette est conçu par l’architecte Donato Bramante.
Le bâtiment est pourvu de trois ailes ainsi que d'une double rangée d'arches de manière à entourer toute la place devant la façade de la basilique. Le projet est poursuivi par Antonio da Sangallo le Jeune, interrompu durant les sacs de Rome et de Florence et repris en 1531.
Entre 1531 et 1550, la construction du portique du palais est confié à Raniero Nerucci.
En 1581, le projet du palais apostolique est interrompu par Grégoire XIII qui demande la construction d'un collège sur le versant ouest de la place pour accueillir les étudiants provenant d’Illyrie. Cette action met un terme au projet de Donato Bramante.
En 1643, le pape Urbain VIII tente d'acquérir, sans succès, les maisons situées au sud de la place pour prolonger le palais apostolique.

## Les remparts

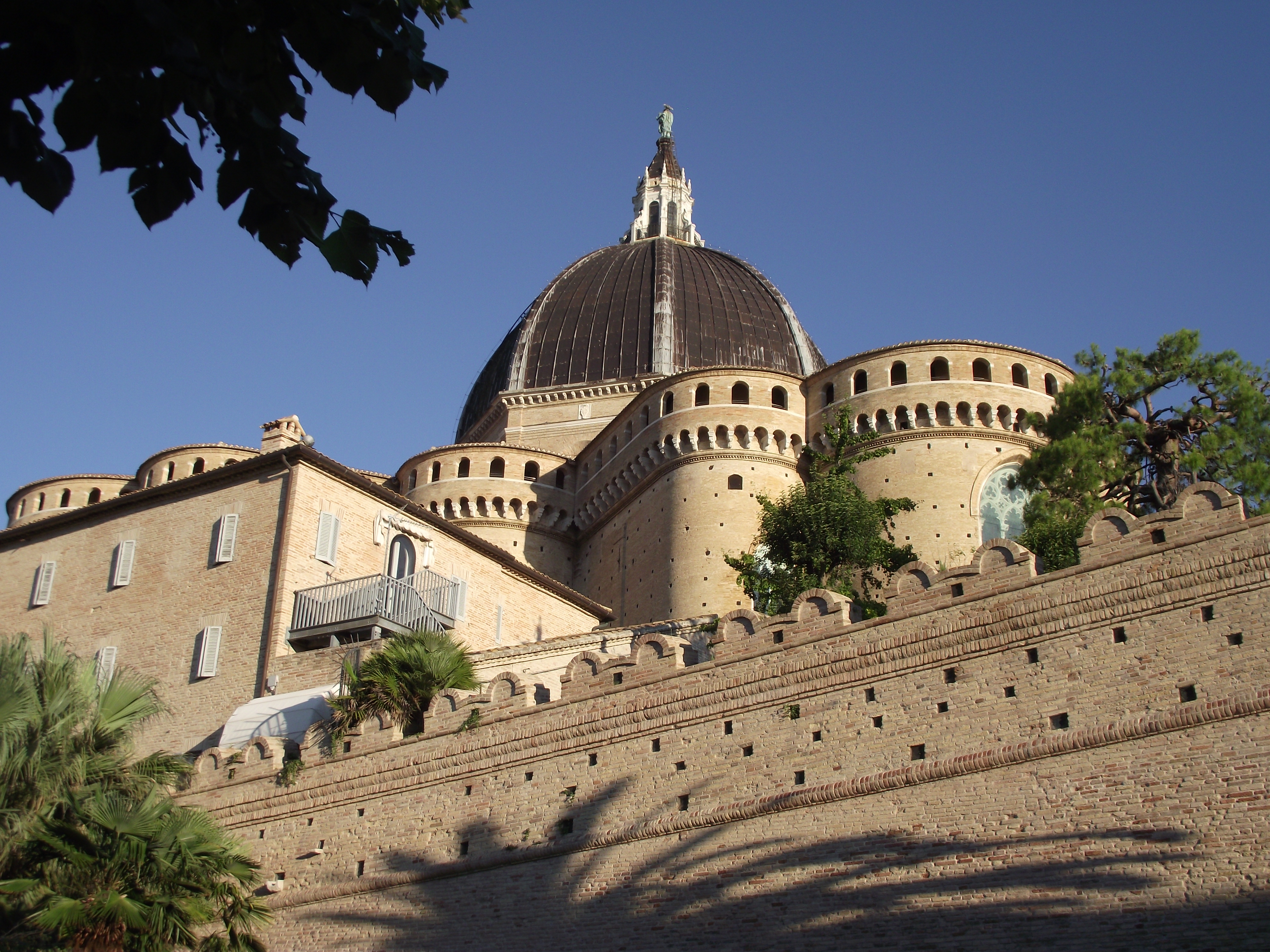
Remparts de la basilique.

Dans un contexte des guerres entre la république de Venise et l'Empire ottoman (les guerres vénéto-ottomanes) la ville de Lorette est dotée par décision du pape Léon X, d'une muraille entre 1518 et 1521. Celle-ci est bâtie d’après les dessins d'Antonio da Sangallo le Jeune.
À la fin du XVIe siècle, la muraille est flanquée de quatre bastions. Le pape Sixte V, envisage de doter la ville d'une extension monumentale, mais ce projet restera inachevée (le secteur du Montereale constitue la partie encore visible du projet.)

## Le nouveau campanile
Œuvre du célèbre architecte Luigi Vanvitelli, un nouveau campanile est incorporé au palais apostolique entre 1750 et 1754, conférant à l’ensemble architectural du sanctuaire l’aspect qu’il conserve encore aujourd’hui.

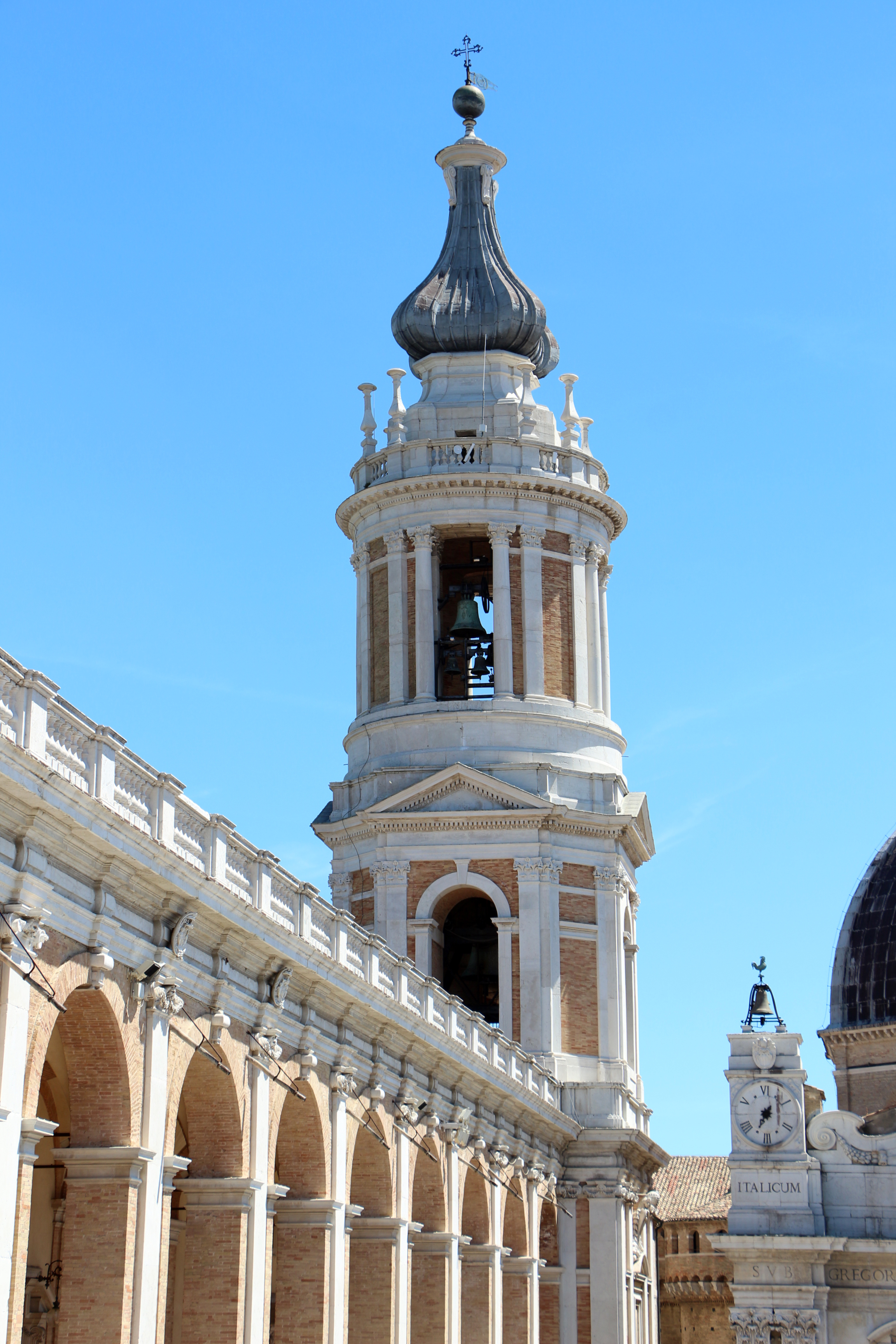
Campanile de Vanvitelli.

## Chapelles
L’on recense huit chapelles : la chapelle du Crucifix, la chapelle des ducs d’Urbino, les chapelles française, allemande, polonaise, slave, espagnole et suisse.

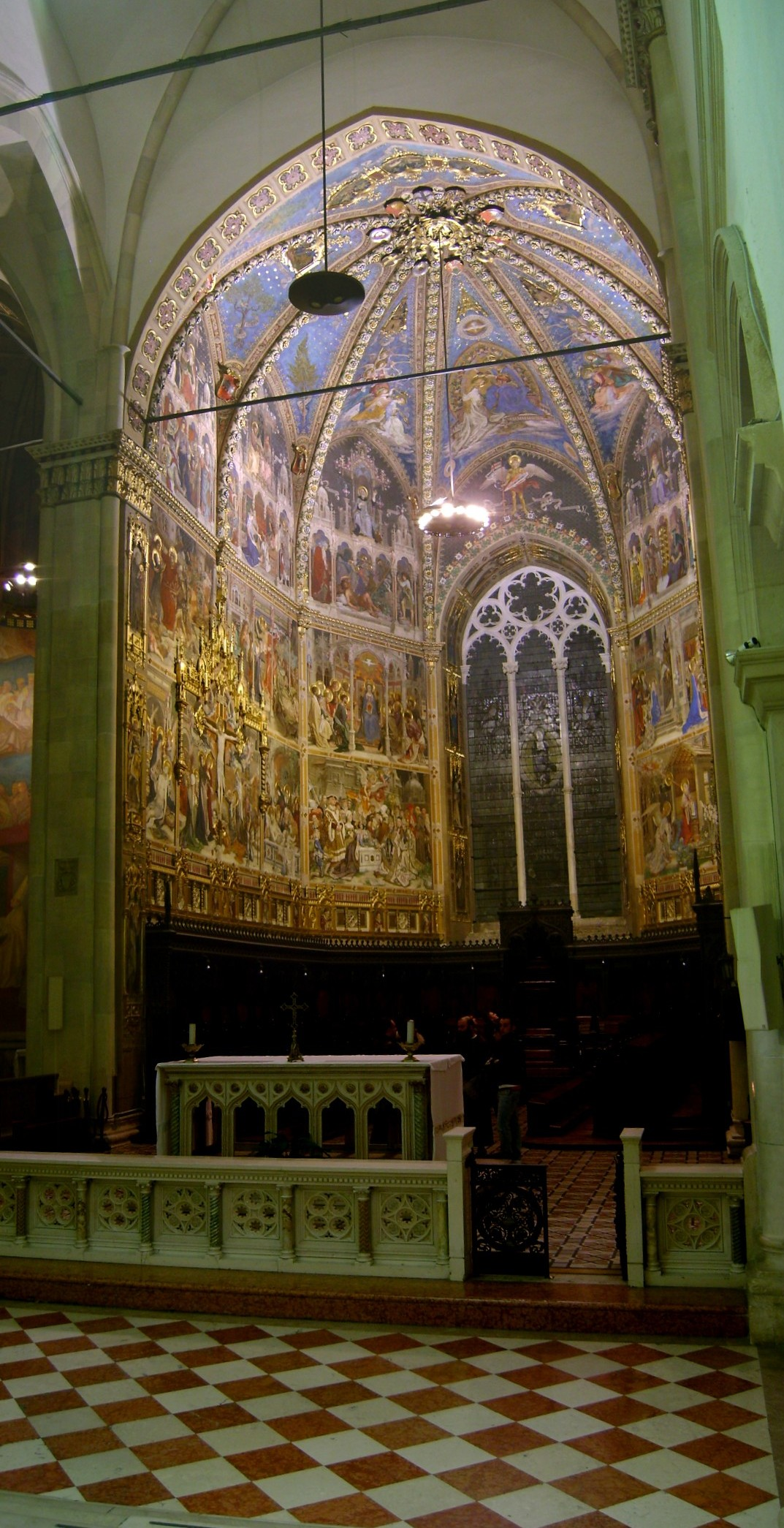
La chapelle allemande.
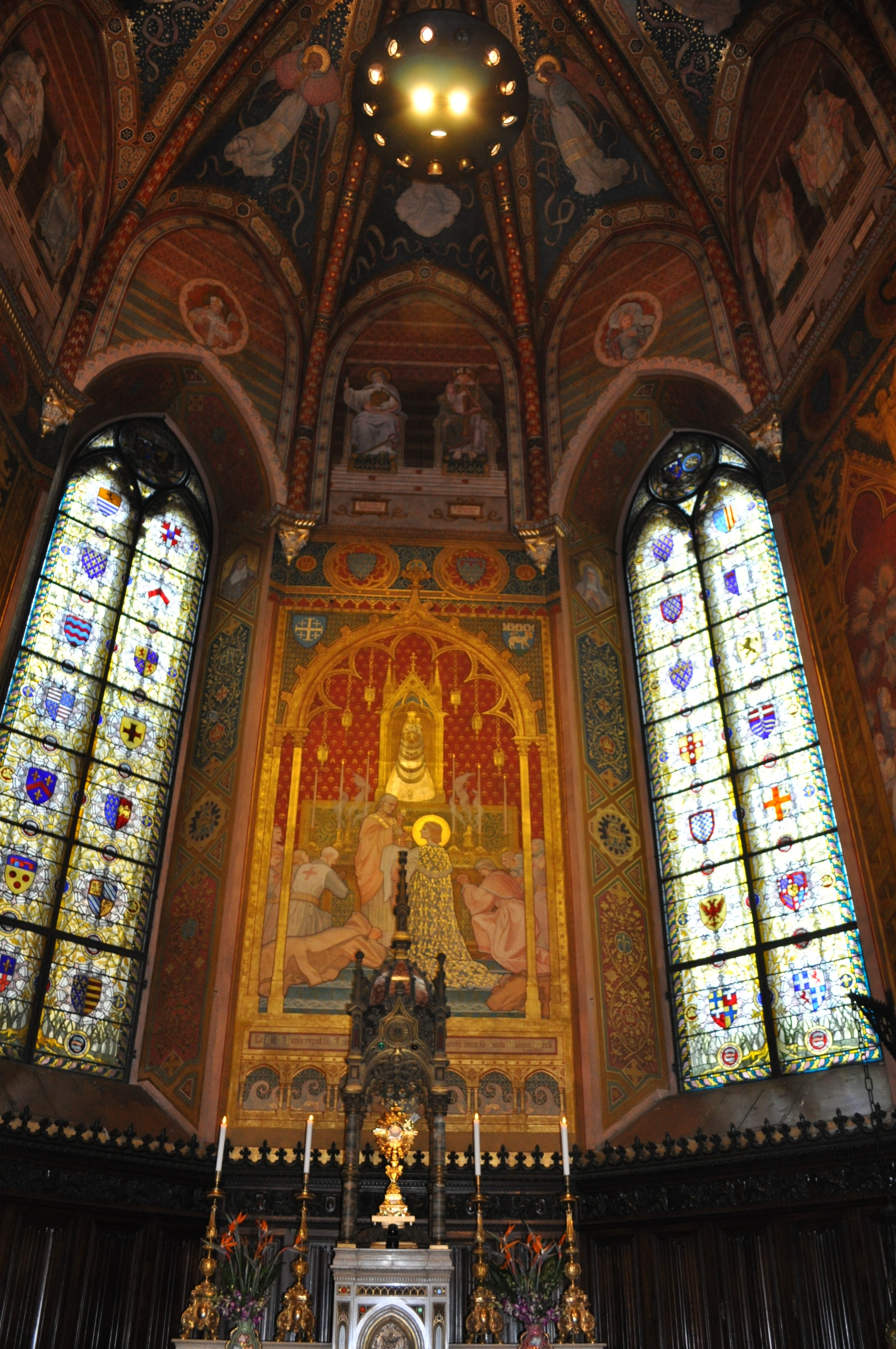
La chapelle française.
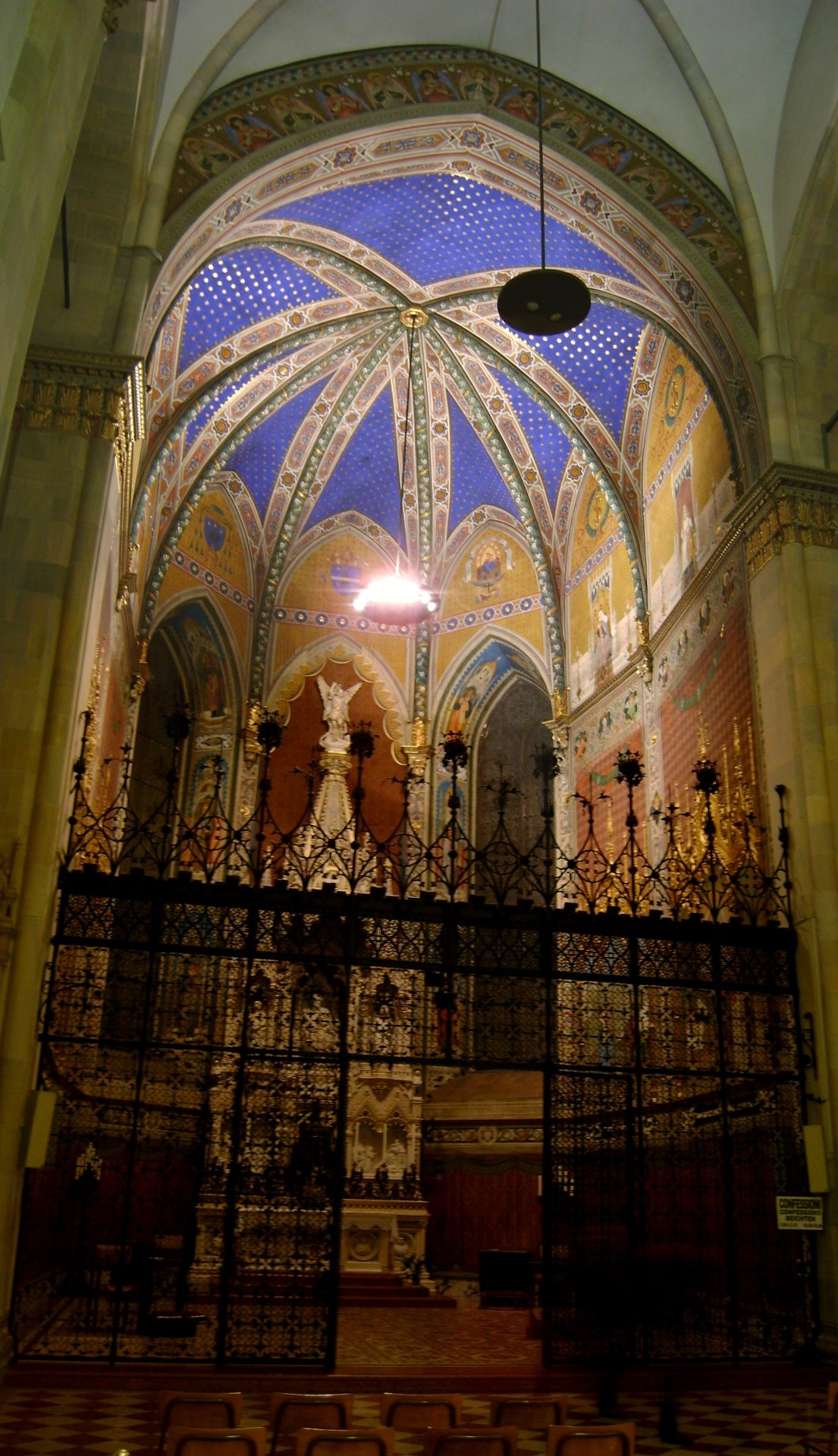
La chapelle espagnole.
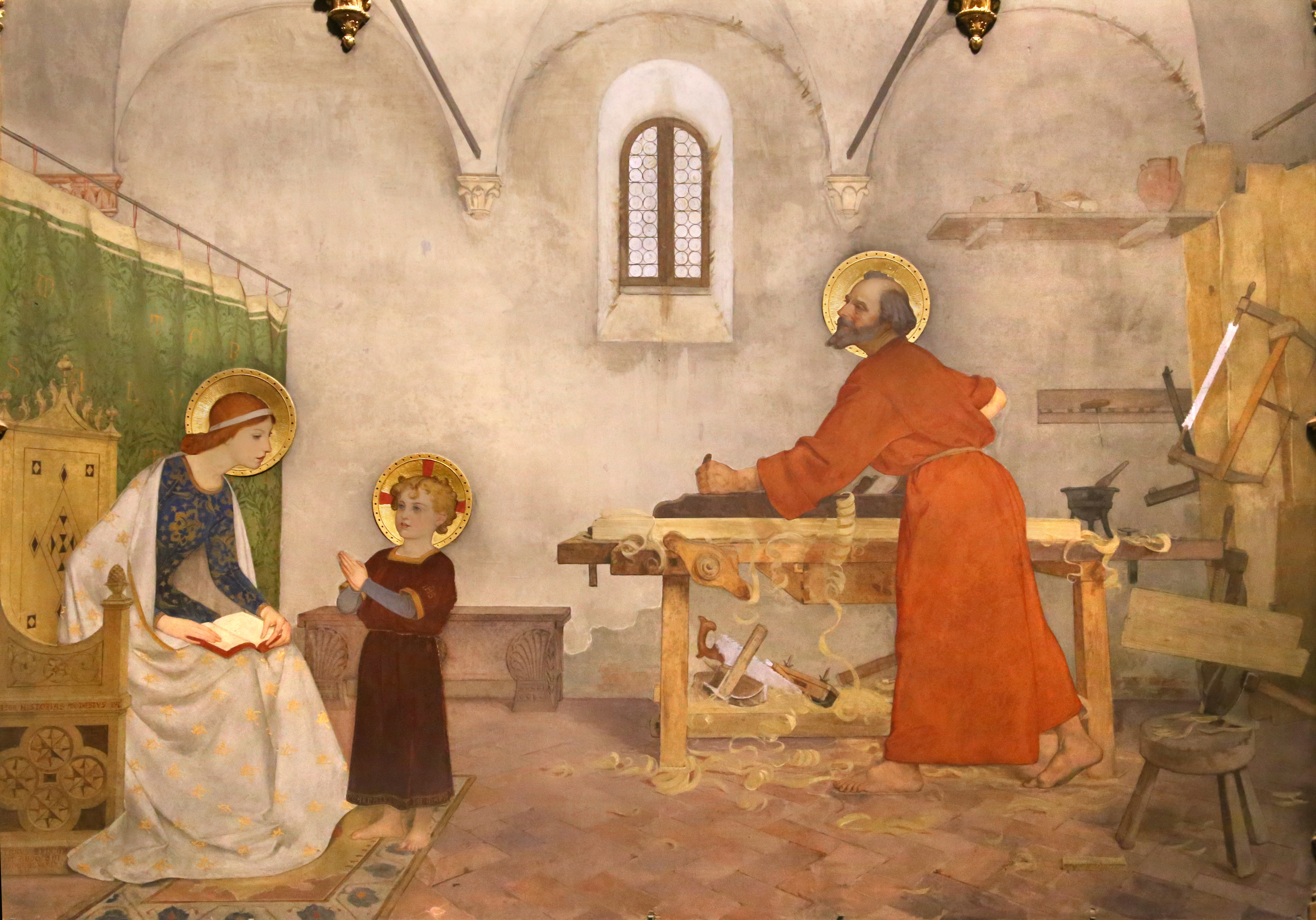
Chapelle espagnole - détail de la fresque de Modesto Faustini.